# المشجنة (جبلة)

تعديل مصدري - تعديل

المشجنة محلة تابعة لقرية عدن الحجر، التابعة لعزلة الربادي بمديرية جبلة إحدى مديريات محافظة إب في الجمهورية اليمنية، بلغ تعداد سكانها 144 حسب تعداد اليمن لعام 2004.